# 15. п. н. е.
15. п. н. е. била је или обична година која почиње у уторак, сриједу или четвртак или преступна година која почиње у сриједу јулијанског календара и уобичајена године са почетком у понедјељак по пролептичком јулијанском календару. У то вријеме је била позната као година конзулства Друза и Пизона (или, ређе, година 739. Ab urbe condita). Деноминација 15. п. н. е. за ову годину се користи од раног средњег вијека, када је календарска ера Annp Domini постала преовлађујући метод у Европи за именовање година.

## Догађаји
- Поход Тиберија и Друза против алпских побуњеника.
- Покоравање Рета и Винделијана у Илирији.
- Припајање Реције, Норика и Северних Алпа Римском царству.
- Оснивање града Августа Винделикорум.
- Оснивање Трира од стране римског цара Октавијана Августа.
- Први помен војног логора који су Римљани подигли у Лозани сматра се годином оснивања швајцарског града Лозане.
- Оснивање провинције Бетика.
- Формирање провинције Лузитаније одвајањем од провинције Шпаније.
- Скрибоније, који је себе назвао унуком Митридата VI, жени се Динамидом и проглашава се за краља Босфора.
- Тамили протерани са Цејлона.